# Largí Procle
Largí Procle (llatí: Larginus Proclus, segle i) va ser un astròleg i potser també mag i harúspex que vivia a la província de Germània.
Va ser detingut i portat davant de l'emperador Domicià el 18 de setembre de l'any 96, el dia del seu assassinat, acusat de violar un edicte de l'any 11, que prohibia fer profecies sobre la mort de l'emperador.
Procle no va negar la seva culpabilitat, però com a ciutadà romà va demanar comparèixer davant de l'emperador. Suetoni i Dió Cassi són les soles fonts que parlen dels fets. L'historiador llatí diu que era harúspex. Traslladat a Roma, Domicià va demanar-li pel significat d'un tro que s'havia sentit feia poc, i Procle va respondre que significava un canvi de govern, sense precisar cap data. L'emperador va decidir de condemnar-lo a mort.
Dió Cassi en dona més detalls: diu primer que Procle havia pronosticat a Germània que l'emperador moriria el mateix dia que ell, i que un cop davant de l'emperador, aquest va dir que l'encadenessin molt bé, car volia veure la seva execució. Procle li va dir que anés amb compte. L'execució es va ajornar a una data posterior a la que havia predit, fins que Domicià s'hagués salvat del perill, però mentrestant Domicià va ser assassinat. Procle va salvar la vida, i va rebre de Nerva, el nou emperador, 400.000 sestercis. Sembla que va rebre aquests diners per no haver dit el nom del nou emperador quan Domicià el va fer torturar.